# 스켈레톤 (컴퓨터 프로그래밍)
스켈레톤 프로그래밍(Skeleton programming)은 단순한 고급 프로그램 구조 기반의 컴퓨터 프로그래밍 스타일의 하나로, 이른바 더미 코드(dummy code)라 부른다. 프로그램 스켈레톤은 의사코드와 유사하지만 구문 분석, 컴파일, 코드 테스트를 허용한다. 더미 코드는 프로그램 스켈레톤에 삽입되며 처리를 시뮬레이트하고 컴파일 오류 메시지를 회피한다. 비어있는 함수 선언, 또 예측된 코드 응답이 있는 단순한 테스트 케이스만을 위한 올바른 결과를 반환하는 함수를 수반할 수 있다.
스켈레톤 프로그램들은 객체 지향 프로그래밍에 쓰이는 탬플릿 메소드 디자인 패턴에서 이용된다. 객체 지향 프로그래밍에서 더미 코드는 추상 메소드, 메소드 스텁 또는 모의 객체에 대응된다. 자바 원격 함수 호출(자바 RMI) 명명법에서 스텁은 서버측의 스켈레톤과 클라이언트에서 통신한다.